# KHS Musical Instruments
KHS Musical Instruments ist ein taiwanischer Hersteller von Musikinstrumenten mit weltweiter Ausrichtung und Hauptsitz in Taipeh. Er ist Teil des taiwanischen Mischkonzerns KHS Group, der auch Fahrräder und Motorräder herstellt. Es bestehen sowohl im Musikinstrumentenbau wie im Fahrzeugbau Kooperationen mit dem japanischen Konglomerat Yamaha (Yamaha Corporation/Yamaha Motor).

## Geschichte
Gegründet 1930 unter dem Namen Wan Wu als Hersteller von Unterrichtsmitteln, benannte sich das Unternehmen 1945 um in KHS (das Kürzel steht für Kung Hsue She, was übersetzt bedeutet: Unternehmen, das Bildung und Kultur unterstützt). In den 1950er Jahren hatte KHS zunehmenden Markterfolg im Bereich der Musikinstrumente. 1956 wurde mit der Harmonika-Produktion begonnen, 1957 mit dem Instrumentarium für Musikbands. Um 1980 war die Entwicklung zum Vollsortimentanbieter vollzogen und der Vertrieb der Blas- und Perkussionsinstrumente unter der neuen Bezeichnung Jupiter Instruments begann, heute eine der weltweit führenden Marken. 1985 startete KHS die Tochterfirma Musix für den internationalen Vertrieb. Seit 1990 gibt es die Marke Altus/Azumi für professionelle Flöten. 1994 wurde der US-amerikanische Hersteller Ross Mallet (Schlegel, Xylophone, Glockenspiele) übernommen. Weitere Marken sind unter anderem Mapex (Schlagzeuge), Walden (Gitarren), Hercules (Gitarrenhalter, Ständer und Instrumentenstative) und Majestic (Percussioninstrumente). 1997 erlangte KHS über seine Tochtergesellschaft HS Investment die Mehrheit am traditionsreichen deutschen Unternehmen Hohner (Harmonikas, Flöten und anderes), zu dem wiederum bereits seit 1991 Sonor (Schlaginstrumente) gehört. Seit 2004 betreibt KHS eine Ladenkette für Musikinstrumente.

## Unternehmensstruktur
KHS Musical Instruments Co. Ltd. ist ein weltweit tätiger Hersteller von Musikinstrumenten. Und gehört mit seinen verschiedenen Marken zu den bekanntesten Anbietern.
Das Unternehmen fertigt mit verschiedenen Tochtergesellschaften Walden-Akustikgitarren, Mapex-Trommeln und Jupiter-Blas- und Streichinstrumente. Das Unternehmen produziert auch Flöten in Nagano, Japan, durch Altus Japan Holz-Instrumente von Ross Mallet Instruments in Wisconsin gebaut.
Seine Instrumente werden weltweit über die Tochtergesellschaft Musix Co., Ltd. vertrieben.
Marken von KHS Musical Instruments sind:
- Blasinstrumente: Jupiter, Altus
- Schlaginstrumente: Mapex, Linko, Jupiter, Ross, Majestic
- Flöten: Butterfly,  Linko
- Gitarren: Linko, Walden